# Burghy
Burghy è stata una catena italiana di fast food nata nel 1981 a Milano, con primo ristorante in piazza San Babila, fondata dalla catena di Supermercati GS, quando apparteneva al gruppo SME.

## Acquisto da parte del Gruppo Cremonini
Nel 1985 l'intera catena Burghy fu acquisita dal Gruppo Cremonini.
Negli anni ottanta Burghy possedeva numerosi punti vendita nella zona di Milano e del suo hinterland, tra i quali i ristoranti di piazzale Loreto, corso Buenos Aires, corso Vittorio Emanuele, galleria Vittorio Emanuele e quello di piazza San Babila. Quest'ultimo era il punto di ritrovo preferito dai cosiddetti paninari, giovani liceali rampolli di importanti famiglie benestanti. In quegli anni Burghy si espanse notevolmente nel centro-nord Italia arrivando a un picco di 96 ristoranti nel 1995, talvolta in collaborazione con Autogrill, condividendo alcune sedi coi marchi Spizzico e Ciao. A Roma fu famoso quello sito a piazza Barberini caratterizzato dalla sua notevole estensione. Esempio emblematico quanto controverso il fast-food multimarca Vittoriamix, che su input dell'immobiliarista Caravaggi si insediò nel 1994 a Brescia in un palazzo in via IV Novembre, tra piazza Vittoria e i portici di via X Giornate, occupando 50 dipendenti.
Nel 1995 con 96 ristoranti aperti, si inaugurano i primi drive-in a Milano-Bruzzano, San Donato Milanese e Castelletto Ticino.

## Acquisto da parte di McDonald's Italia
Nel 1996 la rete dei 96 ristoranti Burghy venne acquisita dalla multinazionale statunitense della ristorazione veloce McDonald's, la quale, avendo solo 38 ristoranti, non era ancora riuscita ad affermarsi in Italia.
In cambio, il Gruppo Cremonini divenne il fornitore di carne bovina dei ristoranti McDonald's presenti in Italia e parte d'Europa.
L'ultimo ristorante Burghy a passare sotto il marchio McDonald's fu quello di Casalecchio di Reno, in provincia di Bologna, dentro il centro commerciale "Shopville Gran Reno", nel 2006.
Il marchio tornò ad essere utilizzato a Monza nel 2021 nell'ambito di una campagna pubblicitaria della catena Burgez; il punto vendita, tuttavia, non adotterà lo storico marchio italiano (di proprietà di McDonald's), limitandosi ad utilizzarlo per soli scopi pubblicitari.

## Mascotte
Negli anni '90 Burghy lanciava la sua mascotte, Willy Denty, personaggio con fogge di cartone animato, raffigurante una bocca con occhi sopra, dei denti giganteschi  all'interno e un paio di gambe in basso, protagonista delle sorprese dei menu Burghy per bambini. La catena non offriva sorprese caratterizzate dai cartoni animati o dai film del momento, bensì sorpresine dipinte a mano, spille e peluche aventi per soggetto esclusivamente "Willy Denty e i cibi umanizzati che lui rincorreva per mangiare", tutte prodotte dalla Grani & Partners. La prima serie era composta da quattro soggetti (Willy Denty, il panino Mr. Burghy, la bevanda cola Freddy e la scatola di patatine Patty), la seconda serie, datata 1996, era invece composta da sei soggetti di Willy Denty in veste cattiva, la terza serie, datata 1998, da sei soggetti di Willy Denty in veste allegra. Negli spot, Willy cerca sempre di nutrirsi, invano, dei tre prodotti alimentari succitati.
Fa eccezione un breve periodo in cui vennero distribuiti i "Food Fighters", giocattoli della Mattel rappresentanti prodotti alimentari nelle vesti di soldati (noti come "i guerrieri della tavola calda").
Tra le altre sorprese distribuite da Burghy, verso la metà degli anni novanta, la serie di videocassette dedicate a vari cartoni animati come i Puffi o Tom & Jerry Kids in cui, all'esterno, appare lo slogan dell'epoca: Più gusto di Burghy nessuno ti dà. Il contenuto delle videocassette inizia con lo spot Burghy degli anni '80, raffigurante un cowboy che si reca in uno dei ristoranti della catena omonima.

## Sponsorizzazioni
- Dal 1990 alla stagione sportiva 1992-1993 sponsorizzò il Club Modena Basket
- Nella stagione sportiva 1993-1994 sponsorizzò la Pallacanestro Virtus Roma